# ابن الأكفاني
شمس الدين بن الأكفاني ويعرف اختصارًا ابن الأكفاني وهو أبو عبد الله شمس الدين محمد بن إبراهيم بن ساعد الانصاري السنجاري المعروف بابن الأكفاني، نسبة إلى الأكفان، ولعل والده أو أحد أجداده كان يتاجر بها. هو طبيب، وباحث، وعالم بالحكمة والرياضيات وفقيه أصولي حنفي. ولد ونشأ في قضاء سنجار، شمال مدينة الموصل في العراق وسكن مدينة القاهرة، فزاول صناعة الطب، وتوفي فيها. أخذ الفقه وأصوله عن علاء الدين عبد العزيز البخاري، وعن حسام الدين السناقي، ثم قدم إلى القاهرة، فاقام بالجامع المارديني، فصار يفتي ويدرس فأنتفع به خلق كثير، ثم اتجه إلى التأليف فصنف عدة كتب منها:
- معراج الدراية شرح الهداية في الفقه.
- جامع الأسرار شرح المنار في أصول الفقه.
- عيون المذهب، حيث جمع فيه أقوال الأئمة الأربعة وأهداه إلى السلطان شعبان بن محمد (الملك الكامل).

توفي ابن الاكفاني في مدينة القاهرة.

## علمه وعمله
كان ماهراً بالرقى وكتابتها، وكان حاذقاً في تشخيص المرض، وتركيب الدواء، واشتهر بمعرفة الجواهر والعقاقير.

## آثاره
له كتاب (إرشاد القاصد إلى أسنى المقاصد) - نشره شبرنجر في كلكتة عام 1849م. ونقل فيدمان القسم المتعلق بعلم النجوم إلى الألمانية عام 1906م، كما طبع في بيروت عام 1914م، وأعيد طبعه أيضاً في القاهرة. ومن كتبه أيضا: (نُخب الذخائر في أحوال الجواهر) و(الدرر النظيم في أحوال العلوم والتعليم)، و(كشف الرين في أحوال العين).

## أهم منجزاته
ترك أثاراً عديدة في الرياضيات والفلسفة والجواهر. أما تصانيفه الطبية فهي: ( غنية الطبيب في غيبة الطبيب) ، (كشف الرين في أمراض العين) وقد شرحه نور الدين علي المناوي، وسماه (وقاية العين)، و( نهاية القصد في صناعة الفصد)، و( روضة الألباب في أخبار الأطباء)، اختصر به عيون الأنباء لابن أبي اصيبعة.

## وفاته
توفي في مصر، بوباء الطاعون الأسود، سنة 749 هجرية/1348 م.